# Erika Kadlecová
Erika Kadlecová (20. června 1924, Spittal an der Drau – 15. prosince 2014, Praha) byla česká marxistická socioložka, chartistka a vedoucí oddělení teorie a sociologie náboženství v Sociologickém ústavu Československé akademie věd.

## Životopis
Erika Kadlecová se narodila 20. června 1924 v rakouském Spittalu an der Drau. Dětství strávila v Brně, kde v roce 1943 odmaturovala na klasickém gymnáziu. Během druhé světové války se zapojila do činnosti ilegální skupiny komunistické mládeže, která organizovala sociální pomoc Židům a perzekvovaným osobám. Zároveň byla totálně nasazena v kuřimské továrně. Již v roce 1945 vstoupila do Komunistické strany Československa a byla zaměstnána na krajském výboru v Brně. Vystudovala filozofii na Filozofické fakultě Karlovy univerzity v Praze a v roce 1951 získala doktorát a o rok později nastoupila na ČSAV. Do roku 1955 byla vyslána na interní aspiranturu v Akademii věd SSSR v Moskvě.
Po návratu do Československa nastoupila do kabinetu pro filozofii ČSAV a na počátku 60. let 20. století založila oddělení teorie náboženství. Později bylo toto oddělení přesunuto pod nově vzniklý Sociologický ústav ČSAV. V březnu 1968 byla jmenována vedoucí Sekretariátu pro věci církevní na ministerstvu kultury. Během vpádu vojsk Varšavské smlouvy v srpnu 1968 mluvila v pražském rozhlase, kdy schválila nenásilný protiokupační odpor a připomněla, že v této době by se mohlo zapomenout na lidi staré, nemocné a opuštěné, a vyzvala křesťany, aby na ně pamatovali. Po těchto událostech byla z pozice vedoucí sekretariátu odvolána a v roce 1970 vyloučena z KSČ. Krátce se živila příležitostnými výdělky a od roku 1970 získala místo účetní v družstvu Řempo a posléze v Textilu, kde pracovala do odchodu do penze v roce 1980.
Během sedmdesátých let 20. století se účastnila práce pro disent a v roce 1977 jako jedna z prvních podepsala Chartu 77. Během pohřbu filozofa Jana Patočky byla spolu s dalšími disidenty držena StB v Bartolomějské ulici. V roce 1979 podepsala petici na osvobození Petra Uhla, Václava Havla, Václava Bendy, Otty Bednářové, Jiřího Dienstbiera a Dany Němcové. I během normalizace se prezentovala jako marxistická socioložka.
Ve 21. století žila již v ústraní. Erika Kadlecová zemřela 15. prosince 2014 v Praze.